# Ducati Desmo
Le Ducati Desmo formano una gamma di motocicli prodotti dalla casa di Borgo Panigale dal 1971 al 1974.
Proposta nelle cilindrate 250, 350 e 450, le Desmo rappresentavano la versione corsaiola della gamma "Mark 3", mantenendone pressoché invariate le caratteristiche di telaio e motore, ma con sovrastrutture in vetroresina per ridurre il peso e dotate di comandi arretrati che consentono una posizione di guida sportiva.
La prima serie, costruita dal 1971 al 1972 è facilmente riconoscibile da serbatoio, codino, fianchetti e parafanghi in vetroresina di colore argenteo, unica colorazione disponibile. Essendo già attivata la linea di produzione, la Ducati non poteva attendere l'EICMA di novembre per esporre il nuovo modello, perdendo la stagione di vendita estiva, e così decise di presentarlo al Salone del Turismo di Torino, il 5 marzo 1971. Proposta al prezzo di Lire 560.000 franco fabbrica ottenne immediatamente una buona considerazione tra gli appassionati di monocilindriche sportive che la ribattezzarono "Pallottola d'argento".
La seconda serie, messa in vendita alla fine del 1972, ricevette un leggero aumento della potenza, l'adozione dell'accensione elettronica e una migliorata livrea gialla, anche in questo caso unico colore disponibile. A partire dalla fine del 1973, potevano essere fornite su richiesta con freno a disco anteriore e carenatura integrale.
Pur essendo un motociclo per molti versi obsoleto, rispetto alla concorrenza giapponese e italiana, la gamma conobbe un discreto successo di vendite, potendo vantare un'estetica accattivante, un prezzo conveniente, la raffinatezza tecnica della distribuzione desmodromica, oltre a un peso molto ridotto che la rendeva assai divertente sui percorsi misti.
Molti esemplari furono rielaborati nel motore e nella ciclistica per essere impiegati, nelle rispettive classi, da piloti privati in gare riservate alle moto derivate di serie, conseguendo lusinghieri risultati sportivi.
Con l'uscita di produzione dei modelli "Desmo 250, 350 e 450" si conclude la ventennale storia delle motociclette Ducati equipaggiate con i monocilindrici desmodromici a coppie coniche, derivati dalla celebre "Marianna".

## L'erede mai nata
Al Salone di Milano del 1977 la Ducati presentò il nuovo modello "Rollah", destinato a sostituire la "Desmo", dotato di un motore monocilindrico derivato dal propulsore "Pantah" su progetto di Fabio Taglioni. 
Pur se il prototipo era ormai in fase esecutiva, la produzione in serie venne abbandonata, a causa delle gravi condizioni finanziarie in cui versava la Ducati in quegli anni.